# Asclepias quadrifolia
Asclepias quadrifolia är en oleanderväxtart som beskrevs av Nikolaus Joseph von Jacquin. Asclepias quadrifolia ingår i släktet sidenörter, och familjen oleanderväxter. Inga underarter finns listade i Catalogue of Life.